# 美女白樱蛤
美女白樱蛤（学名：Macoma candida），是帘蛤目樱蛤科白樱蛤属的一种。主要分布于南海、中国大陆，常栖息在潮间带至潮下带50米，潮间带以下的浅海泥沙质海底。